# Вернакулярный район
Вернакулярный район (англ. vernacular — местный, народный, родной) — тип географического района, бытующий в обыденном сознании общества или его части в виде образа территории, обладающей названием и специфическими качествами.
Термин «вернакулярный» пришёл в 1960-е годы из лингвистики, где им обозначают местные, региональные языки или диалекты.
Вернакулярные районы существуют в общественном сознании (ментальные районы) и чаще всего не совпадают с административным делением, не имеют официального статуса. Вернакулярные районы складываются на всех масштабных уровнях — в странах, городах, кварталах на основе массового общественного признания как жителями самого такого района, так и его соседями, обусловливая региональную идентичность. Как правильно, изначально большинство городов развивались вернакулярно, но затем по мере смены населения, изменения застройки этот путь утрачивал значение.
Примеры вернакулярных районов: Поволжье (Россия), Мидленд (Великобритания), Конд, Фирдус (Ереван), Сохо (Нью-Йорк), Черёмушки (Москва), Чертаново (Москва), Автово (Санкт-Петербург), Спартановка (Волгоград), Профессорский Уголок (Алушта), Арбеково (Пенза), Завеличье (Псков), Караваиха (Нижний Новгород), Нижнее Щекотихино (Орёл), Зеленстрой (Тула), Верхняя Елань (Томск).
Изучение вернакулярных районов считают перспективным для развития туризма, повышения сплочённости их жителей, формирования ареалов потребления, управления учебными и культурными заведения, некоммерческими организациями.